# Епископальный собор Святой Марии (Эдинбург)
Кафедральный собор Святой Девы Марии (англ. The Cathedral Church of St Mary the Virgin, гэльск. Cathair-eaglais Naomh Moire), кратко — собор Святой Марии (англ. St Mary’s Cathedral) — кафедральный собор Шотландской епископальной церкви в Эдинбурге, Шотландия. Кафедра епископа диоцеза Эдинбурга. Автором проекта собора в неоготическом стиле является знаменитый британский архитектор Джордж Гилберт Скотт. Памятник архитектуры категории А. 90-метровый шпиль собора является самой высокой точкой городского района Эдинбурга.

## История

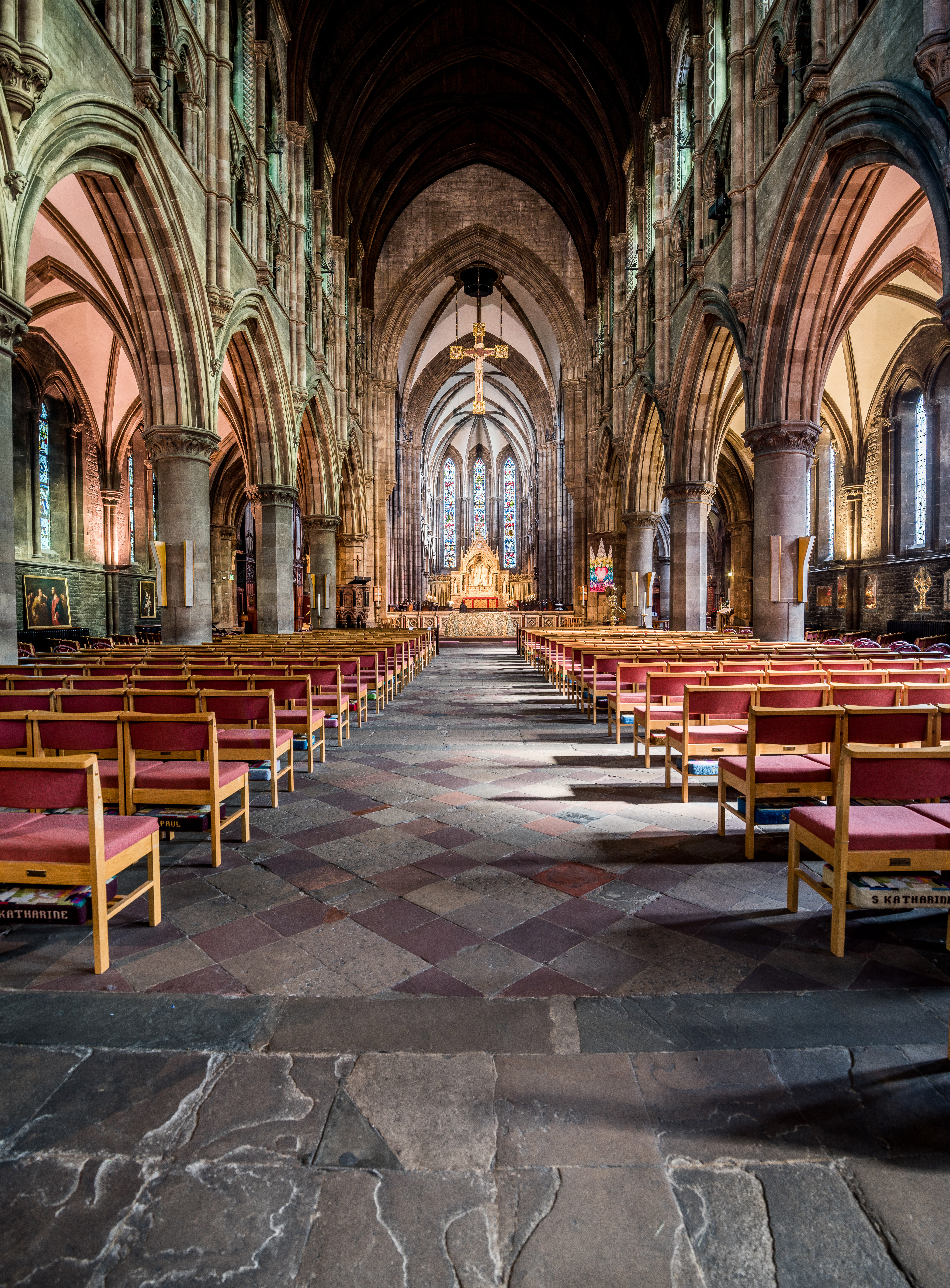
Неф

В 1689 году после Славной революции, национальная Церковь Шотландии была восстановлена как пресвитерианская, а епископальная. Эдинбургский собор Святого Эгидия в стал пресвитерианским, и, таким образом, епископалы остались без кафедрального собора в Эдинбурге. Какое-то время прихожане Шотландской епископальной церкви собирались для богослужений на старой шерстяной фабрике в Каррубберз-Клоуз, недалеко от нынешней Старой церкви Святого Павла. Фабрика использовалась как про-кафедральный собор до начала XIX века, когда мессы стали проводить в церкви Святого Павла на Йорк-Плейс.
С 1873 года первоначальное строительство финансировалось состоятельными сёстрами Барбарой и Мэри Уокер, старыми девами из Эдинбурга. Землю под постройку также предоставили сёстры Уолкер, отделив часть территории от садов при своём поместье. Они были внучками преподобного Джорджа Уокера, епископального священника старой церкви в Мелдрум (1734—1781). В честь нескольких членов их семьи названы улицы Эдинбурга Уильям-стрит и Уолкер-стрит.
Собор был спроектирован сэром Джорджем Гилбертом Скоттом. Первый камень заложил Уолтер Монтегю-Дуглас-Скотт, 5-й герцог Баклю (муж леди Шарлотты, правительницы гардеробной королевы Виктории), чья семья была прихожанами Шотландской епископальной церкви на протяжении последних ста лет. Неф собора был открыт 25 января 1879 года, и с этого дня в соборе стали проводить ежедневные мессы. Двойные шпили в западной части здания, которые известны как «Барбара» и «Мэри» в честь сестёр Уокер, возвели позже основного здания собора, в 1913—1917 годах. Архитектором выступил Чарльз Марриотт Олдрид Скотт, внук сэра Джорджа.
Ретабло разработано Джоном Олдридом Скоттом и исполнено скульптором Мэри Грант.В колокольне имеется двенадцать колоколов: десять оригинальных и два были добавлены позже. Тенорный колокол весит 41 центнера. В соборе имеется орган и функционирует детский хор.
С 2006 года в соборе находится церковная скамья сэра Вальтера Скотта.